# Павле Илиев
 Тази статия е за гъркоманския андартски капитан.  За комунистическия деец вижте Павле Раковски.  
Павле Илиев Николов, известен като Раковски или Pаковчето (на гръцки: Παύλος Ηλία Νικολαΐδης Ρακοβίτης, Павлос Илия Николаидис Раковитис), e гъркомански капитан на гръцка андартска чета в Македония.

## Биография
Павле Илиев е роден в битолското село Раково, днес Кратеро, Гърция. В 1905 година се присъединява към гръцката пропаганда и става четник на Евтимиос Каудис, който действа в Баба. Убива собствения си кум, който се е провъзгласил за българин. На два пъти четата се сблъсква с чети на ВМОРО в Раково. По-късно минава в четата на Георгиос Макрис като заместник на капитана. Когато в 1906 година Макрис е тежко ранен в сражение с турците в Магарево, четата е оглавена от Павле Илиев, като действа в Корещата и Пелагония заедно с тези на Георгиос Цондос (Вардас) и Йоанис Каравитис.
На 21 декември 1906 година Павле Илиев заедно с друг гъркомански капитан Симо Стоянов (Симос Йоанидис) влиза в село Кладороби, убиват двама селяни, раняват сериозно трима и изгарят една къща.
На 8 октомври 1907 година българските чети на Петър Ацев, Дзоле Стойчев и Кръсте Льондев нападат Раково убиват бащата на Павле Илиев и изгарят 70 къщи. През ноември 1908 година Павле Илиев убива войводата Димко Николов. Илиев пие много и грубият му подход при събиране на пари от селяните го вкарва в конфликт с ръководството на гръцкия комитет.
Павле Илиев загива на 13 октомври 1908 година, убит от младотурци.
Името на Павле Илиев носи дружество в родното му село, в което в 1960 година е издигнат негов бюст.